# Kiuwan
Kiuwan est une solution multitechnologie SaaS d’analyse statique de code, pour mesurer la qualité et la sécurité des Logiciels.
Kiuwan est un des outils dans la liste OWASP d’analyse statique de code source.
Également finaliste des IBM Beacon Awards 2015.

## Histoire
Kiuwan est une solution né en 2012, créé par Optimyth, une société de logiciels fondée en 2008.

## Supporte
Comme une solution multi-technologies, Kiuwan supporte plusieurs langages de programmation, comme: Objetive-C, Java, JSP, Javascript, PHP, C, C++, ABAP, COBOL, JCL, C#, PL/SQL, Transact-SQL, SQL, Visual Basic, VB.NET, RPG, SQL*Forms, Android ou Hibernate.